# Viktor Renejskij
Viktor Iosifovič Renejskij (in russo Виктор Иосифович Ренейский?; in bielorusso Віктар Іосіфавіч Рэнейскі?, Viktar Iosifavič Rėnejski; in romeno Victor Iosifovici Reneischi; Babrujsk, 24 gennaio 1967) è un ex canoista sovietico, dal 1991 moldavo e dal 1997 bielorusso.
Alle Olimpiadi di Seul 1988 vinse due medaglie d'oro, nel C2 500 m e C2 1000 m con la squadra nazionale dell'URSS, in coppia con il suo compagno di gara Nicolae Juravschi. Ad Atlanta 1996, con la squadra nazionale moldava (per rimanere in coppia con Juravschi) vinse l'argento nel C2 500 m.
Dal 1997 tornò a gareggiare per la Bielorussia.
Dopo il suo ritiro, è ora allenatore della nazionale bielorussa di canoa.

## Palmarès
- Olimpiadi
  - Seul 1988: oro nel C2 500 m e C2 1000 m.
  - Atlanta 1996: argento nel C2 500 m.

- Mondiali
  - 1986: argento nel C2 500 m.
  - 1989: oro nel C2 500 m, C4 500 m e C4 1000 m.
  - 1990: oro nel C2 500 m, C4 500 m e C4 1000 m.
  - 1991: oro nel C4 500 m e C4 1000 m, argento nel C2 500 m.
  - 1995: argento nel C2 500 m.
  - 1997: oro nel C4 200 m.